# Brian Finley
Brian Finley (né le 3 juillet 1981 à Sault Ste. Marie, dans la province de l'Ontario au Canada) est un joueur professionnel canadien de hockey sur glace. Il évoluait au poste de gardien de but.

## Biographie
Au terme de sa deuxième saison avec les Colts de Barrie de la Ligue de hockey de l'Ontario, il est repêché par les Predators de Nashville au 6e rang lors du premier tour du repêchage d'entrée dans la LNH 1999. 
En 1999-2000, il aide les Colts à remporter la coupe J.-Ross-Robertson après avoir battu les Whalers de Plymouth en finale des séries et il est nommé meilleur joueur des séries en se faisant remettre le trophée Wayne-Gretzky 99. Son équipe participe à la Coupe Memorial 2000 comme représentant de la LHO mais perd en finale face à l'Océanic de Rimouski, représentant de la LHJMQ. 
Il termine sa carrière junior avec le Battalion de Brampton qui l'a acquis durant la saison 2000-2001. Avec l'équipe junior du Canada, il a participé au championnat du monde junior en 1999 et en 2000 en tant que gardien réserviste.
Il devait commencer sa carrière professionnelle lors de la saison 2001-2002, mais une blessure à l'aine lui fait manquer toute la saison et ne commence que la saison suivante, où il joue majoritairement avec les Admirals de Milwaukee, club-école des Predators dans la Ligue américaine de hockey. 
Il passe quatre saisons dans l'organisation des Predators et joue la majorité du temps avec les Admirals, ne jouant que deux parties avec les Predators où il encaisse 10 buts.
Laissé libre par les Predators, il signe avec les Bruins de Boston durant l'été 2006. Il joue 10 parties dans la LAH avec les Bruins de Providence et deux avec les Bruins. Il s'agit de sa dernière saison professionnelle, le gardien se retirant avec 4 matchs joués dans la LNH.

## Statistiques
| Saison     | Équipe                 | Ligue      |    | Saison régulière | Saison régulière | Saison régulière | Saison régulière | Saison régulière | Saison régulière | Saison régulière | Saison régulière | Saison régulière | Saison régulière |    | Séries éliminatoires | Séries éliminatoires | Séries éliminatoires | Séries éliminatoires | Séries éliminatoires | Séries éliminatoires | Séries éliminatoires | Séries éliminatoires | Séries éliminatoires |
| Saison     | Équipe                 | Ligue      | PJ | V                | D                | Pr/N             | Min              | BC               | Moy              | % Arr            | Bl               | Pun              | PJ               | V  | D                    | Min                  | BC                   | Moy                  | % Arr                | Bl                   | Pun                  |                      |                      |
| 1997-1998  | Colts de Barrie        | LHO        | 41 | 23               | 14               | 1                | 2 154            | 105              | 2,92             | 90,9             | 3                | 0                | 5                | 1  | 3                    | 260                  | 13                   | 3,00                 |                      | 0                    | 2                    |                      |                      |
| 1998-1999  | Colts de Barrie        | LHO        | 52 | 36               | 10               | 4                | 3 063            | 136              | 2,66             | 91,3             | 3                | 2                | 5                | 4  | 1                    | 323                  | 15                   | 2,79                 |                      | 0                    | 2                    |                      |                      |
| 1999-2000  | Colts de Barrie        | LHO        | 47 | 24               | 12               | 6                | 2 540            | 130              | 3,07             | 90,8             | 2                | 0                | 23               | 14 | 8                    | 1 353                | 58                   | 2,57                 | 65,1                 | 1                    | 2                    |                      |                      |
| 2000-2001  | Colts de Barrie        | LHO        | 16 | 5                | 8                | 0                | 818              | 42               | 3,08             | 90,4             | 0                | 0                | -                | -  | -                    | -                    | -                    | -                    | -                    | -                    | -                    |                      |                      |
| 2000-2001  | Battalion de Brampton  | LHO        | 11 | 7                | 3                | 1                | 631              | 31               | 2,95             | 88,9             | 0                | 0                | 9                | 5  | 4                    | 503                  | 26                   | 3,10                 | 90,8                 | 1                    | 0                    |                      |                      |
| 2002-2003  | Admirals de Milwaukee  | LAH        | 22 | 7                | 11               | 2                | 1 207            | 59               | 2,93             | 89,8             | 2                | 2                | -                | -  | -                    | -                    | -                    | -                    | -                    | -                    | -                    |                      |                      |
| 2002-2003  | Predators de Nashville | LNH        | 1  | 0                | 0                | 0                | 47               | 3                | 3,83             | 76,9             | 0                | 0                | -                | -  | -                    | -                    | -                    | -                    | -                    | -                    | -                    |                      |                      |
| 2002-2003  | Storm de Toledo        | ECHL       | 7  | 4                | 2                | 0                | 305              | 12               | 2,36             | 91,8             | 0                | 0                | 1                | 0  | 1                    | 60                   | 4                    | 4,00                 | 88,9                 | 0                    | 0                    |                      |                      |
| 2003-2004  | Admirals de Milwaukee  | LAH        | 43 | 23               | 15               | 4                | 2 561            | 100              | 2,34             | 91,8             | 2                | 0                | 1                | 0  | 1                    | 59                   | 2                    | 2,05                 | 91,7                 | 0                    | 4                    |                      |                      |
| 2004-2005  | Admirals de Milwaukee  | LAH        | 64 | 36               | 22               | 4                | 3 642            | 139              | 2,29             | 92,1             | 7                | 2                | 7                | 3  | 4                    | 458                  | 20                   | 2,62                 | 91,3                 | 1                    | 0                    |                      |                      |
| 2005-2006  | Admirals de Milwaukee  | LAH        | 32 | 18               | 7                | 2                | 1 712            | 77               | 2,70             | 90,8             | 4                | 0                | -                | -  | -                    | -                    | -                    | -                    | -                    | -                    | -                    |                      |                      |
| 2005-2006  | Predators de Nashville | LNH        | 1  | 0                | 1                | 0                | 60               | 7                | 7,00             | 82,9             | 0                | 0                | 8                | 3  | 2                    | 415                  | 20                   | 2,89                 | 89,2                 | 0                    | 2                    |                      |                      |
| 2006-2007  | Bruins de Providence   | LAH        | 10 | 6                | 3                | 0                | 576              | 29               | 3,02             | 89,3             | 1                | 0                | -                | -  | -                    | -                    | -                    | -                    | -                    | -                    | -                    |                      |                      |
| 2006-2007  | Bruins de Boston       | LNH        | 2  | 0                | 1                | 0                | 59               | 3                | 3,04             | 90,9             | 0                | 0                | -                | -  | -                    | -                    | -                    | -                    | -                    | -                    | -                    |                      |                      |
| Totaux LNH | Totaux LNH             | Totaux LNH | 4  | 0                | 2                | 0                | 166              | 13               | 4,70             | 85,1             | 0                | 0                | -                | -  | -                    | -                    | -                    | -                    | -                    | -                    | -                    |                      |                      |

## Trophées et honneurs personnels
- 1997-1998 :
  - nommé dans la première équipe d'étoiles des recrues de la LHO.
  - nommé dans l'équipe d'étoiles des recrues de la Ligue canadienne de hockey.
- 1998-1999 :
  - nommé dans la première équipe d'étoiles de la LHO.
  - nommé dans la deuxième équipe d'étoiles de la Ligue canadienne de hockey.
  - nommé gardien de but de l'année de la LHO.
- 1999-2000 :
  - champion de la Coupe J.-Ross-Robertson avec les Colts de Barrie.
  - remporte le trophée Wayne-Gretzky 99 du meilleur joueur des séries éliminatoires.
- 2003-2004 : champion de la Coupe Calder avec les Admirals de Milwaukee.